# Lista över fornlämningar i Uppsala kommun (Skogs-Tibble)
Lista över fornlämningar i Uppsala kommun (Skogs-Tibble) är en förteckning av ett urval av de fornlämningar som finns i Skogs-Tibble i Uppsala kommun.
| Namn                                | Lämningstyp                      | Tillkomsttid | Historisk indelning   | Plats | Läge                 | ID-nr          | Bild                                      |
| ----------------------------------- | -------------------------------- | ------------ | --------------------- | ----- | -------------------- | -------------- | ----------------------------------------- |
| Skogs-Tibble 1:1                    | Gravfält                         |              | Skogs-Tibble, Uppland |       | 59.850988, 17.285977 | 10026500010001 | Ladda upp en bild av detta fornminne      |
| Skogs-Tibble 3:1                    | Hög                              |              | Skogs-Tibble, Uppland |       | 59.850964, 17.284953 | 10026500030001 | Ladda upp en bild av detta fornminne      |
| U 884 (Skogs-Tibble 5:1)            | Runristning                      |              | Skogs-Tibble, Uppland |       | 59.837142, 17.310674 | 10026500050001 | Ladda upp en till bild av detta fornminne |
| U 885 (Skogs-Tibble 6:1)            | Runristning                      |              | Skogs-Tibble, Uppland |       | 59.836651, 17.308674 | 10026500060001 | Ladda upp en till bild av detta fornminne |
| Skogs-Tibble 7:1                    | Stensättning                     |              | Skogs-Tibble, Uppland |       | 59.840792, 17.278903 | 10026500070001 | Ladda upp en bild av detta fornminne      |
| Skogs-Tibble 7:2                    | Stensättning                     |              | Skogs-Tibble, Uppland |       | 59.840599, 17.278888 | 10026500070002 | Ladda upp en bild av detta fornminne      |
| Skogs-Tibble 8:1                    | Stensättning                     |              | Skogs-Tibble, Uppland |       | 59.840766, 17.305877 | 10026500080001 | Ladda upp en bild av detta fornminne      |
| Barnbarnsbacken (Skogs-Tibble 11:1) | Gravfält                         |              | Skogs-Tibble, Uppland |       | 59.834001, 17.306606 | 10026500110001 | Ladda upp en bild av detta fornminne      |
| Skogs-Tibble 12:1                   | Stensättning                     |              | Skogs-Tibble, Uppland |       | 59.831633, 17.295440 | 10026500120001 | Ladda upp en bild av detta fornminne      |
| Skogs-Tibble 12:2                   | Stensättning                     |              | Skogs-Tibble, Uppland |       | 59.831515, 17.295359 | 10026500120002 | Ladda upp en bild av detta fornminne      |
| Skogs-Tibble 13:1                   | Gravfält                         |              | Skogs-Tibble, Uppland |       | 59.830369, 17.296433 | 10026500130001 | Ladda upp en bild av detta fornminne      |
| Skogs-Tibble 14:1                   | Stensättning                     |              | Skogs-Tibble, Uppland |       | 59.827693, 17.297024 | 10026500140001 | Ladda upp en bild av detta fornminne      |
| Skogs-Tibble 16:2                   | Stensättning                     |              | Skogs-Tibble, Uppland |       | 59.842507, 17.284321 | 10026500160002 | Ladda upp en bild av detta fornminne      |
| Skogs-Tibble 17:1                   | Stensättning                     |              | Skogs-Tibble, Uppland |       | 59.824231, 17.294157 | 10026500170001 | Ladda upp en bild av detta fornminne      |
| Skogs-Tibble 18:1                   | Stensättning                     |              | Skogs-Tibble, Uppland |       | 59.823504, 17.291049 | 10026500180001 | Ladda upp en bild av detta fornminne      |
| Skogs-Tibble 20:1                   | Röse                             |              | Skogs-Tibble, Uppland |       | 59.818182, 17.251854 | 10026500200001 | Ladda upp en bild av detta fornminne      |
| Skogs-Tibble 22:1                   | Röse                             |              | Skogs-Tibble, Uppland |       | 59.818829, 17.256488 | 10026500220001 | Ladda upp en bild av detta fornminne      |
| Skogs-Tibble 24:1                   | Grav markerad av sten/block      |              | Skogs-Tibble, Uppland |       | 59.824936, 17.296085 | 10026500240001 | Ladda upp en bild av detta fornminne      |
| Skogs-Tibble 24:2                   | Stensättning                     |              | Skogs-Tibble, Uppland |       | 59.824993, 17.295927 | 10026500240002 | Ladda upp en bild av detta fornminne      |
| Skogs-Tibble 24:3                   | Stensättning                     |              | Skogs-Tibble, Uppland |       | 59.825207, 17.296025 | 10026500240003 | Ladda upp en bild av detta fornminne      |
| Skogs-Tibble 24:4                   | Stensättning                     |              | Skogs-Tibble, Uppland |       | 59.825160, 17.296219 | 10026500240004 | Ladda upp en bild av detta fornminne      |
| Skogs-Tibble 25:2                   | Stensättning                     |              | Skogs-Tibble, Uppland |       | 59.819481, 17.298981 | 10026500250002 | Ladda upp en bild av detta fornminne      |
| Skogs-Tibble 26:1                   | Stensättning                     |              | Skogs-Tibble, Uppland |       | 59.819297, 17.296970 | 10026500260001 | Ladda upp en bild av detta fornminne      |
| Skogs-Tibble 27:2                   | Stensättning                     |              | Skogs-Tibble, Uppland |       | 59.830228, 17.326012 | 10026500270002 | Ladda upp en bild av detta fornminne      |
| Skogs-Tibble 28:1                   | Stensättning                     |              | Skogs-Tibble, Uppland |       | 59.825320, 17.320841 | 10026500280001 | Ladda upp en bild av detta fornminne      |
| Skogs-Tibble 28:2                   | Stensättning                     |              | Skogs-Tibble, Uppland |       | 59.825248, 17.320971 | 10026500280002 | Ladda upp en bild av detta fornminne      |
| Skogs-Tibble 28:3                   | Stensättning                     |              | Skogs-Tibble, Uppland |       | 59.825147, 17.321428 | 10026500280003 | Ladda upp en bild av detta fornminne      |
| Skogs-Tibble 28:4                   | Stensättning                     |              | Skogs-Tibble, Uppland |       | 59.825059, 17.321511 | 10026500280004 | Ladda upp en bild av detta fornminne      |
| Skogs-Tibble 29:1                   | Stensättning                     |              | Skogs-Tibble, Uppland |       | 59.824620, 17.324162 | 10026500290001 | Ladda upp en bild av detta fornminne      |
| Skogs-Tibble 29:2                   | Stensättning                     |              | Skogs-Tibble, Uppland |       | 59.824613, 17.323877 | 10026500290002 | Ladda upp en bild av detta fornminne      |
| Skogs-Tibble 30:1                   | Gravfält                         |              | Skogs-Tibble, Uppland |       | 59.824166, 17.324698 | 10026500300001 | Ladda upp en bild av detta fornminne      |
| Skogs-Tibble 31:1                   | Fornborg                         |              | Skogs-Tibble, Uppland |       | 59.828240, 17.334019 | 10026500310001 | Ladda upp en bild av detta fornminne      |
| Skogs-Tibble 32:1                   | Röse                             |              | Skogs-Tibble, Uppland |       | 59.824103, 17.325827 | 10026500320001 | Ladda upp en bild av detta fornminne      |
| Skogs-Tibble 33:1                   | Stensättning                     |              | Skogs-Tibble, Uppland |       | 59.824104, 17.327803 | 10026500330001 | Ladda upp en bild av detta fornminne      |
| Skogs-Tibble 34:1                   | Stensättning                     |              | Skogs-Tibble, Uppland |       | 59.822853, 17.322515 | 10026500340001 | Ladda upp en bild av detta fornminne      |
| U 882 (Skogs-Tibble 35:1)           | Runristning                      |              | Skogs-Tibble, Uppland |       | 59.829704, 17.316691 | 10026500350001 | Ladda upp en bild av detta fornminne      |
| U 880 (Skogs-Tibble 35:2)           | Runristning                      |              | Skogs-Tibble, Uppland |       | 59.829765, 17.316707 | 10026500350002 | Ladda upp en bild av detta fornminne      |
| U 881 (Skogs-Tibble 35:3)           | Runristning                      |              | Skogs-Tibble, Uppland |       | 59.829704, 17.316691 | 10026500350003 | Ladda upp en till bild av detta fornminne |
| U 883 (Skogs-Tibble 35:4)           | Runristning                      |              | Skogs-Tibble, Uppland |       | 59.829704, 17.316691 | 10026500350004 | Ladda upp en bild av detta fornminne      |
| U 880 (Skogs-Tibble 35:5)           | Runristning                      |              | Skogs-Tibble, Uppland |       | 59.829661, 17.316490 | 10026500350005 | Ladda upp en till bild av detta fornminne |
| Skogs-Tibble 36:1                   | Gravfält                         |              | Skogs-Tibble, Uppland |       | 59.826654, 17.316755 | 10026500360001 | Ladda upp en bild av detta fornminne      |
| Skogs-Tibble 37:1                   | Stensättning                     |              | Skogs-Tibble, Uppland |       | 59.825502, 17.318915 | 10026500370001 | Ladda upp en bild av detta fornminne      |
| Skogs-Tibble 37:2                   | Stensättning                     |              | Skogs-Tibble, Uppland |       | 59.825378, 17.319077 | 10026500370002 | Ladda upp en bild av detta fornminne      |
| Skogs-Tibble 38:1                   | Stensättning                     |              | Skogs-Tibble, Uppland |       | 59.823411, 17.320666 | 10026500380001 | Ladda upp en bild av detta fornminne      |
| Skogs-Tibble 41:1                   | Gravfält                         |              | Skogs-Tibble, Uppland |       | 59.820206, 17.330930 | 10026500410001 | Ladda upp en bild av detta fornminne      |
| Skogs-Tibble 42:1                   | Gravfält                         |              | Skogs-Tibble, Uppland |       | 59.818555, 17.332669 | 10026500420001 | Ladda upp en bild av detta fornminne      |
| Skogs-Tibble 43:1                   | Stensättning                     |              | Skogs-Tibble, Uppland |       | 59.819184, 17.333162 | 10026500430001 | Ladda upp en bild av detta fornminne      |
| Skogs-Tibble 43:2                   | Stensättning                     |              | Skogs-Tibble, Uppland |       | 59.819401, 17.333628 | 10026500430002 | Ladda upp en bild av detta fornminne      |
| Skogs-Tibble 44:1                   | Gravfält                         |              | Skogs-Tibble, Uppland |       | 59.818489, 17.335585 | 10026500440001 | Ladda upp en bild av detta fornminne      |
| Skogs-Tibble 46:1                   | Stensättning                     |              | Skogs-Tibble, Uppland |       | 59.818980, 17.337852 | 10026500460001 | Ladda upp en bild av detta fornminne      |
| Skogs-Tibble 46:2                   | Stensättning                     |              | Skogs-Tibble, Uppland |       | 59.819068, 17.337755 | 10026500460002 | Ladda upp en bild av detta fornminne      |
| Skogs-Tibble 46:3                   | Stensättning                     |              | Skogs-Tibble, Uppland |       | 59.818513, 17.337639 | 10026500460003 | Ladda upp en bild av detta fornminne      |
| Skogs-Tibble 48:1                   | Stensättning                     |              | Skogs-Tibble, Uppland |       | 59.818287, 17.341873 | 10026500480001 | Ladda upp en bild av detta fornminne      |
| U 887 (Skogs-Tibble 49:1)           | Runristning                      |              | Skogs-Tibble, Uppland |       | 59.816638, 17.340634 | 10026500490001 | Ladda upp en till bild av detta fornminne |
| Skogs-Tibble 51:3                   | Stensättning                     |              | Skogs-Tibble, Uppland |       | 59.818824, 17.348099 | 10026500510003 | Ladda upp en bild av detta fornminne      |
| Skogs-Tibble 52:1                   | Röse                             |              | Skogs-Tibble, Uppland |       | 59.819205, 17.349177 | 10026500520001 | Ladda upp en bild av detta fornminne      |
| Skogs-Tibble 52:2                   | Stenkrets                        |              | Skogs-Tibble, Uppland |       | 59.819306, 17.348966 | 10026500520002 | Ladda upp en bild av detta fornminne      |
| Skogs-Tibble 52:3                   | Grav markerad av sten/block      |              | Skogs-Tibble, Uppland |       | 59.819366, 17.348804 | 10026500520003 | Ladda upp en bild av detta fornminne      |
| Skogs-Tibble 52:4                   | Stensättning                     |              | Skogs-Tibble, Uppland |       | 59.819447, 17.348514 | 10026500520004 | Ladda upp en bild av detta fornminne      |
| Skogs-Tibble 53:1                   | Gravfält                         |              | Skogs-Tibble, Uppland |       | 59.816258, 17.342842 | 10026500530001 | Ladda upp en bild av detta fornminne      |
| Skogs-Tibble 54:1                   | Gravfält                         |              | Skogs-Tibble, Uppland |       | 59.811253, 17.344930 | 10026500540001 | Ladda upp en bild av detta fornminne      |
| Skogs-Tibble 55:2                   | Stensättning                     |              | Skogs-Tibble, Uppland |       | 59.810581, 17.343096 | 10026500550002 | Ladda upp en bild av detta fornminne      |
| Skogs-Tibble 55:3                   | Stensättning                     |              | Skogs-Tibble, Uppland |       | 59.810592, 17.342732 | 10026500550003 | Ladda upp en bild av detta fornminne      |
| U 888 (Skogs-Tibble 56:1)           | Runristning                      |              | Skogs-Tibble, Uppland |       | 59.808900, 17.344381 | 10026500560001 | Ladda upp en bild av detta fornminne      |
| Skogs-Tibble 57:1                   | Grav- och boplatsområde          |              | Skogs-Tibble, Uppland |       | 59.819379, 17.344264 | 10026500570001 | Ladda upp en bild av detta fornminne      |
| Skogs-Tibble 59:1                   | Grav markerad av sten/block      |              | Skogs-Tibble, Uppland |       | 59.806331, 17.349553 | 10026500590001 | Ladda upp en bild av detta fornminne      |
| Skogs-Tibble 60:1                   | Stensättning                     |              | Skogs-Tibble, Uppland |       | 59.809225, 17.344316 | 10026500600001 | Ladda upp en bild av detta fornminne      |
| Skogs-Tibble 61:1                   | Grav markerad av sten/block      |              | Skogs-Tibble, Uppland |       | 59.809773, 17.334744 | 10026500610001 | Ladda upp en bild av detta fornminne      |
| Skogs-Tibble 61:2                   | Stensättning                     |              | Skogs-Tibble, Uppland |       | 59.809794, 17.334502 | 10026500610002 | Ladda upp en bild av detta fornminne      |
| Skogs-Tibble 61:3                   | Grav markerad av sten/block      |              | Skogs-Tibble, Uppland |       | 59.809626, 17.334412 | 10026500610003 | Ladda upp en bild av detta fornminne      |
| Skogs-Tibble 61:4                   | Grav markerad av sten/block      |              | Skogs-Tibble, Uppland |       | 59.809532, 17.334215 | 10026500610004 | Ladda upp en bild av detta fornminne      |
| Skogs-Tibble 62:1                   | Stensättning                     |              | Skogs-Tibble, Uppland |       | 59.818496, 17.338469 | 10026500620001 | Ladda upp en bild av detta fornminne      |
| Skogs-Tibble 62:2                   | Stensättning                     |              | Skogs-Tibble, Uppland |       | 59.818551, 17.338371 | 10026500620002 | Ladda upp en bild av detta fornminne      |
| Skogs-Tibble 62:3                   | Stensättning                     |              | Skogs-Tibble, Uppland |       | 59.818619, 17.338380 | 10026500620003 | Ladda upp en bild av detta fornminne      |
| Skogs-Tibble 64:1                   | Stensättning                     |              | Skogs-Tibble, Uppland |       | 59.833512, 17.316320 | 10026500640001 | Ladda upp en bild av detta fornminne      |
| Skogs-Tibble 66:1                   | Hög                              |              | Skogs-Tibble, Uppland |       | 59.831573, 17.312116 | 10026500660001 | Ladda upp en bild av detta fornminne      |
| Skogs-Tibble 67:1                   | Gravfält                         |              | Skogs-Tibble, Uppland |       | 59.829734, 17.299696 | 10026500670001 | Ladda upp en bild av detta fornminne      |
| Skogs-Tibble 67:2                   | Hällristning                     |              | Skogs-Tibble, Uppland |       | 59.829734, 17.299696 | 10026500670002 | Ladda upp en bild av detta fornminne      |
| Skogs-Tibble 68:1                   | Stensättning                     |              | Skogs-Tibble, Uppland |       | 59.836066, 17.305992 | 10026500680001 | Ladda upp en bild av detta fornminne      |
| Skogs-Tibble 68:2                   | Stensättning                     |              | Skogs-Tibble, Uppland |       | 59.836154, 17.305892 | 10026500680002 | Ladda upp en bild av detta fornminne      |
| Skogs-Tibble 71:1                   | Stensättning                     |              | Skogs-Tibble, Uppland |       | 59.816037, 17.308106 | 10026500710001 | Ladda upp en bild av detta fornminne      |
| Borgberget (Skogs-Tibble 72:1)      | Fornborg                         |              | Skogs-Tibble, Uppland |       | 59.839717, 17.193796 | 10026500720001 | Ladda upp en bild av detta fornminne      |
| Skogs-Tibble 73:1                   | Stensättning                     |              | Skogs-Tibble, Uppland |       | 59.872441, 17.182835 | 10026500730001 | Ladda upp en bild av detta fornminne      |
| Skogs-Tibble 74:1                   | Gravfält                         |              | Skogs-Tibble, Uppland |       | 59.850503, 17.280957 | 10026500740001 | Ladda upp en bild av detta fornminne      |
| Skogs-Tibble 77:1                   | Röse                             |              | Skogs-Tibble, Uppland |       | 59.813994, 17.350332 | 10026500770001 | Ladda upp en bild av detta fornminne      |
| Skogs-Tibble 77:2                   | Stensättning                     |              | Skogs-Tibble, Uppland |       | 59.813538, 17.350332 | 10026500770002 | Ladda upp en bild av detta fornminne      |
| Skogs-Tibble 78:1                   | Stensättning                     |              | Skogs-Tibble, Uppland |       | 59.835796, 17.311126 | 10026500780001 | Ladda upp en bild av detta fornminne      |
| Skogs-Tibble 78:2                   | Stensättning                     |              | Skogs-Tibble, Uppland |       | 59.835964, 17.311183 | 10026500780002 | Ladda upp en bild av detta fornminne      |
| Skogs-Tibble 78:3                   | Stensättning                     |              | Skogs-Tibble, Uppland |       | 59.836033, 17.311189 | 10026500780003 | Ladda upp en bild av detta fornminne      |
| Skogs-Tibble 78:4                   | Stensättning                     |              | Skogs-Tibble, Uppland |       | 59.835782, 17.311650 | 10026500780004 | Ladda upp en bild av detta fornminne      |
| Skogs-Tibble 79:1                   | Stensättning                     |              | Skogs-Tibble, Uppland |       | 59.812432, 17.324445 | 10026500790001 | Ladda upp en bild av detta fornminne      |
| Skogs-Tibble 80:1                   | Hög                              |              | Skogs-Tibble, Uppland |       | 59.810566, 17.321621 | 10026500800001 | Ladda upp en bild av detta fornminne      |
| Skogs-Tibble 81:1                   | Hällristning                     |              | Skogs-Tibble, Uppland |       | 59.811860, 17.317463 | 10026500810001 | Ladda upp en bild av detta fornminne      |
| Skogs-Tibble 82:1                   | Hällristning                     |              | Skogs-Tibble, Uppland |       | 59.810397, 17.343212 | 10026500820001 | Ladda upp en bild av detta fornminne      |
| Skogs-Tibble 86:1                   | Hällristning                     |              | Skogs-Tibble, Uppland |       | 59.810011, 17.343930 | 10026500860001 | Ladda upp en bild av detta fornminne      |
| Skogs-Tibble 87:1                   | Hällristning                     |              | Skogs-Tibble, Uppland |       | 59.810721, 17.342829 | 10026500870001 | Ladda upp en bild av detta fornminne      |
| Skogs-Tibble 88:1                   | Hällristning                     |              | Skogs-Tibble, Uppland |       | 59.816408, 17.338363 | 10026500880001 | Ladda upp en bild av detta fornminne      |
| Skogs-Tibble 90:1                   | Röse                             |              | Skogs-Tibble, Uppland |       | 59.859460, 17.280773 | 10026500900001 | Ladda upp en bild av detta fornminne      |
| Skogs-Tibble 90:2                   | Stensättning                     |              | Skogs-Tibble, Uppland |       | 59.859539, 17.280930 | 10026500900002 | Ladda upp en bild av detta fornminne      |
| Skogs-Tibble 90:3                   | Stensättning                     |              | Skogs-Tibble, Uppland |       | 59.859662, 17.280656 | 10026500900003 | Ladda upp en bild av detta fornminne      |
| Skogs-Tibble 92:1                   | Röse                             |              | Skogs-Tibble, Uppland |       | 59.815388, 17.235033 | 10026500920001 | Ladda upp en bild av detta fornminne      |
| Skogs-Tibble 95:1                   | Stensättning                     |              | Skogs-Tibble, Uppland |       | 59.858364, 17.281122 | 10026500950001 | Ladda upp en bild av detta fornminne      |
| Skogs-Tibble 95:2                   | Stensättning                     |              | Skogs-Tibble, Uppland |       | 59.858363, 17.280633 | 10026500950002 | Ladda upp en bild av detta fornminne      |
| Skogs-Tibble 96:1                   | Gravfält                         |              | Skogs-Tibble, Uppland |       | 59.857492, 17.284988 | 10026500960001 | Ladda upp en bild av detta fornminne      |
| Skogs-Tibble 99:1                   | Stensättning                     |              | Skogs-Tibble, Uppland |       | 59.839961, 17.313777 | 10026500990001 | Ladda upp en bild av detta fornminne      |
| Skogs-Tibble 101:1                  | Stensättning                     |              | Skogs-Tibble, Uppland |       | 59.839496, 17.312598 | 10026501010001 | Ladda upp en bild av detta fornminne      |
| Skogs-Tibble 109:1                  | Stensättning                     |              | Skogs-Tibble, Uppland |       | 59.817603, 17.299605 | 10026501090001 | Ladda upp en bild av detta fornminne      |
| Skogs-Tibble 110:1                  | Gravfält                         |              | Skogs-Tibble, Uppland |       | 59.834826, 17.315453 | 10026501100001 | Ladda upp en bild av detta fornminne      |
| Skogs-Tibble 112:1                  | Stensättning                     |              | Skogs-Tibble, Uppland |       | 59.814910, 17.318914 | 10026501120001 | Ladda upp en bild av detta fornminne      |
| Skogs-Tibble 118:1                  | Gravfält                         |              | Skogs-Tibble, Uppland |       | 59.857163, 17.280897 | 10026501180001 | Ladda upp en bild av detta fornminne      |
| Skogs-Tibble 120:1                  | Grav- och boplatsområde          |              | Skogs-Tibble, Uppland |       | 59.836680, 17.280553 | 10026501200001 | Ladda upp en bild av detta fornminne      |
| Helgesta backe (Skogs-Tibble 127:1) | Gravfält                         |              | Skogs-Tibble, Uppland |       | 59.840659, 17.291791 | 10026501270001 | Ladda upp en bild av detta fornminne      |
| Skogs-Tibble 129:1                  | Gravfält                         |              | Skogs-Tibble, Uppland |       | 59.809427, 17.339905 | 10026501290001 | Ladda upp en bild av detta fornminne      |
| Skogs-Tibble 129:2                  | Hällristning                     |              | Skogs-Tibble, Uppland |       | 59.809738, 17.339802 | 10026501290002 | Ladda upp en bild av detta fornminne      |
| Skogs-Tibble 137:1                  | Hällristning                     |              | Skogs-Tibble, Uppland |       | 59.827261, 17.335727 | 10026501370001 | Ladda upp en bild av detta fornminne      |
| Skogs-Tibble 138:1                  | Grav- och boplatsområde          |              | Skogs-Tibble, Uppland |       | 59.830315, 17.348910 | 10026501380001 | Ladda upp en bild av detta fornminne      |
| Skogs-Tibble 144:1                  | Ristning, medeltid/historisk tid |              | Skogs-Tibble, Uppland |       | 59.852666, 17.201932 | 10026501440001 | Ladda upp en bild av detta fornminne      |